# جين قاي ألارد
جين قاي ألارد هو صحفي كندي، ولد في 1948 في شاوينيغان في كندا، وتوفي في 16 أغسطس 2016 في هافانا في كوبا.